# دومانجي صلاح الدين
دومانجي صلاح الدين (بالإنجليزية: DOUMANDJI Salaheddine)‏ بروفسور جزائري بالمدرسة الوطنية العليا للفلاحة مختص في علم الطيور يشغل منصب مدير بحوث بقسم علم الحيوان الزراعي والغابي، له أكثر من 65 بحث منشور وطنياً ودولياً. نذكر منها:
- غذاء طائر البوعمار (العوسق).[2]
- تكاثر اليمام المطوق (لينيوس، 1758) في مناطق الضواحي بالجزء الشرقي من المتيجة (الجزائر)[3]

## أعماله وإكتشافاته
اكتشف البروفيسور دومانجي عام 2001 نوعاً جديداً من ديدان الأرض (بالإنجليزية: Prosellodrilus doumandji i n. sp.)‏ كما كان له العديد من الكتب والمنشورات منها:
- أثر أشعة غاما على الخصوبة وطول العمر لدى خنفساء البقوليات الجافة(بالإنجليزية: Acanthoscelides obtectus)‏ دكتوراه الدرجة ثالثة علم أحياء الحيوان (علم الحشرات) باريس 6 1972.[7]
- بيولوجيا وإيكولوجيا فراشة الخروب في شمال الجزائر: بيراليدا (قشريات الجناح أطروحة (دكتوراه الأستاذية) بجامعة بيار وماري كوري، باريس 1981.[8]
- كتاب إحصاء الطيور المائية في فصل الشتاء بالجزائر: جانفي 1990[9]
- كتاب  الطيور ذات الاهتمام الزراعي [10]